# Nesarabad
Nesarabad (en bengali : স্বরূপকাঠি) est une upazila du Bangladesh dans le district de Pirojpur. En 1991, on y dénombrait 202 520 habitants.